# イーゴリ・ヤロスラヴィチ
イーゴリ・ヤロスラヴィチ（ロシア語: Игорь Ярославич、聖名ゲオルギー、1036年? - 1060年）は、ヤロスラフ1世とインゲゲルド(en)との間の子である。ヴォルィーニ公（在位：1054年 - 1057年）、スモレンスク公（在位：1057年 - 1060年）。

## 誕生年と兄弟順
広く公認されているのは、タチーシチェフ(ru)による「1036年生まれの六男」という説である。一方、数人の歴史家は、史料を元に「1034年 - 1035年生まれの五男」と推測している。とりわけ『原初年代記』の、「スモレンスクでヴャチェスラフ（イーゴリの兄弟）が死去した際に、イーゴリはウラジーミルより移された」という記述を重視している。

## 生涯
1054年、父の遺産相続としてヴォルィーニ公国を得た。1057年にスモレンスク公ヴャチェスラフが死に、スモレンスク公となった。しかしイーゴリは1060年、兄弟のヴャチェスラフのように若すぎる死を迎えた。死はおそらく24歳ごろのことであり、後にはダヴィドとフセヴォロドという幼い子が残された。イーゴリの遺児は一族の年長者の決定により、父の公位を継げない（イズゴイ・クニャージとして扱われた）ことが決まった。
なお、信憑性には欠けるものの、ヤン・ドゥウゴシュの記述ではイーゴリは、ボレスワフ2世がイジャスラフ1世と共にルーシに来た際に、彼の元に屈したという。

## 妻子
妻については不明である。従来はオーラミュンデ伯オットー1世の娘クニグンデと思われてきたが、現在は否定されている（ヤロポルク・イジャスラヴィチの妻と考えられている）。子には以下の人物がいる。
- ダヴィド（1055年頃 - 1113年7月25日） - トムタラカニ公（1081年 - 1083年）、ヴォルィーニ公（1086年 - 1099年）。
- フセヴォロド